# لانگه‌دیک
لانگه‌دیک (به هلندی: Langedijk) یک شهرک با حقوق شهرک و روستای سابق و شهرستان در هلند است که در هلند شمالی واقع شده‌است. لانگه‌دیک −۱ متر بالاتر از سطح دریا واقع شده‌است.